# Nilson Araújo da Silva
Nilson Araújo da Silva (Santana, 6 maggio 1977) è un ex giocatore di calcio a 5 brasiliano.

## Carriera
Pivot atipico, fin dal suo esordio nel campionato italiano è noto nell'ambiente come "Il Professore". Il soprannome, datogli da Rino Chillemi, suo allenatore nell'Augusta, è dovuto alla varietà del repertorio tecnico in possesso del giocatore. Le 50 reti messe a segno nel biennio megarese convincono la Luparense ad acquistarlo per quella che diventerà la storica stagione del triplete: nell'unica stagione di militanza nei lupi, Nilson vince Supercoppa, Coppa Italia e scudetto, esordendo anche in Coppa UEFA.
Le stagioni seguenti il brasiliano gioca prevalentemente in Serie A2, indossando la maglia di Domusdemaria, Acireale, Palestrina. Nella stagione 2012-13 ritorna in Serie A per giocare con lo Sport Five Putignano rimanendoci appena sei mesi a causa delle difficoltà economiche della società. Nel settembre 2013 ritorna in Serie A2 accasandosi al Catania con cui ritrova la vena realizzativa, mettendo a segno 15 gol. La stagione successiva scende ancora di categoria, sposando la causa del Meta C5, giovane formazione puntese neopromossa in Serie B.

## Palmarès

### Competizioni nazionali
- Campionato italiano: 1

Luparense: 2007-08
- Coppa Italia: 1

Luparense: 2007-08
- Supercoppa italiana: 1

Luparense: 2007